# Bouyancy
Bouyancy je prvi kompilacijski album Tone Janša Quarteta, ki je izšel leta 2001 pri založbi Cosmic Sounds. Album vsebuje skladbe s prvih dveh albumov kvarteta, Tone Janša jazz kvartet, ki je izšel leta 1977, in Tone Janša kvartet, ki je izšel leta 1978.
Album je izšel na zgoščenki in LP plošči.

## Kritični sprejem
Kritik spletnega portala AllMusic, Thom Jurek, je v recenziji album označil kot »dobrodošlo najdbo v ZDA in Združenem kraljestvu«, za Janšo je napisal, da ima v nadaljevanju pa je zapisal: »Saksofonist Tone Janša je velik človek in saksofonist, ki ima veliko skupnega s Pharaohom Sandersom in velikanom, ki je vplival nanj, Johnom Coltraneom. Ta kvartet je skupno ustvaril pet albumov in enega v zasedbi kvinteta in seksteta. Vendar pa bi morala biti albuma, ki sta navedena tu, ponovno izdana v celoti. /.../ V Janšinem igranju je tihi ogenj; kot Sanders, išče melodično nagnjenost k skalarnim problemom -- posebno v kontrapunktičnih situacijah s pianistom Andreom Jeanquartierjem pri skladbah »Motive« in »Yutach«. Oba poudarjata način znotraj intervala, ki med njimi ustvarja iskre liričnega ognja in ustvarja najbolj zapletene sole. Ritem sekcija, Ewald Oberleitner in bobnar Johann Preininger, je prav tako nad statusom pomočnika, vendar daleč od virtuozov.«

## Seznam skladb
Avtor vseh kompozicij je Tone Janša.
| Št.             | Naslov          | Z albuma                       | Dolžina |
| --------------- | --------------- | ------------------------------ | ------- |
| 1.              | „Yudach‟        | Tone Janša jazz kvartet (1977) | 15:50   |
| 2.              | „Milky Way‟     | Tone Janša jazz kvartet        | 8:36    |
| 3.              | „Vision‟        | Tone Janša kvartet (1978)      | 4:35    |
| 4.              | „Motive‟        | Tone Janša kvartet             | 16:21   |
| 5.              | „Bouyancy‟      | Tone Janša kvartet             | 3:38    |
| 6.              | „Sun‟           | Tone Janša kvartet             | 9:36    |
| Skupna dolžina: | Skupna dolžina: | Skupna dolžina:                | 58:36   |

## Zasedba
- Tone Janša – tenor saksofon, sopran saksofon
- André Jeanquartier – klavir (1, 3–6)
- Harald Neuwirth – klavir (2)
- Ewald Oberleitner – bas
- Johann Preininger – bobni (1, 2, 4)
- Miroslav Karlović – bobni (3, 5, 6)